# 高橋知典
髙橋 知典（たかはし とものり）は、日本の弁護士（第二東京弁護士会所属）、漫画原作者。神奈川県出身。
こどもに関わる事件全般、学校問題、離婚等の夫婦関係の問題まで幅広く事件に対応。学校問題では、いじめ、退学、体罰、学校内での事故等を多く取り扱う。

## 略歴
神奈川県出身。明治大学法学部法律学科、中央大学法科大学院を卒業後、司法試験合格。レイ法律事務所入所。

## メディア出演歴
※出典：

### テレビ
- グッとラック!（TBS、2019年3月 - 2021年3月） - レギュラー出演[3]
- 天才てれびくんhello,（NHK Eテレ）[4]
- Live News イット!（フジテレビ）[5]
- スーパーJチャンネル（テレビ朝日）
- 香港フェニックステレビ
- 私の何がイケないの?（TBS）
- ノンストップ!（フジテレビ）[6]
- めざましテレビ（フジテレビ）[7]

### 取材
- 出かけたプールで撮影された「娘の水着写真」を知人が勝手にネットで公開…「娘はショックで泣いています」（2024年7月23日 弁護士ドットコムニュース）[8]
- 止まらない学校の盗撮事件、浮かぶ実態「複数の男子生徒」「スマホや学校支給のタブレット端末」…防止策どうしたら？（2024年8月4日 弁護士ドットコムニュース）[9]

## 法律監修
- 小説8050（新潮社）[10][11]

## 漫画原作
- この学校には、弁護士が必要です（めちゃコミックオリジナル）[1][12][13]

## 講師
- 東京こども専門学校 講師「日本国憲法」担当（2019年4月 - ）[7]